# Camatagua
Camatagua es la ciudad capital del municipio Camatagua en el Estado Aragua, en el centro norte de Venezuela. Se encuentra emplazada a 245 m s. n. m. en la orilla occidental del río Guárico.
Cuenta con una población aproximada de unos 24.754 habitantes. La distancia a Caracas es de 101 km aproximadamente.

## Historia
Fue fundada en 1693 por el fraile español capuchino Ambrosio de Baza como Purísima Concepción de Camatagua, inicialmente fue poblada por indígenas del área, pero tras la muerte de Baza la población decayó. Por ello fue refundada a principios de 1716, luego de una reunión entre indígenas de la etnia Guaquerí que vivían a orillas de los ríos Guárico y Suata, en número de más de treinta familias. Se determinó solicitar ante el gobernador de Venezuela don Alberto Bertodano y Navarro, la reconstitución del poblado de Camatagua: “… formar pueblo para vivir en vida política y sociable…”.  El documento es presentado por un indígena de nación Guaiquerí, residente en las inmediaciones, quien tenía por nombre Pedro Juan Pérez de Valenzuela.
En 1749 se inició la construcción de la Iglesia de Camatagua en honor a la Virgen de la Inmaculada Concepción, el templo fue concluido en 1783. Camatagua (en la puerta del Llano, algo al Norte de Barbacoas). En 1879 fue capital del gran Estado del Centro, que abarcaba Apure, Guárico, Aragua, Miranda, el Distrito Federal y Nueva Esparta. El 2 de agosto de 1960, fue declarada Monumento Histórico Nacional.
En el año 1969 se inauguró el Embalse de Camatagua la principal fuente de abastecimiento de agua de Caracas.

## Geografía

### Límites
- Por el Norte: Con el municipio San Casimiro, de donde el río Guárico recibe el nombre de Zuata.
- Por el Sur: Limita con el municipio Urdaneta hasta llegar debajo de la quebrada los Apamates, que desemboca en el río Cura.
- Por el Este: Limita con el municipio Urdaneta en el sentido sur franco pasando por el cerro el aguacate.
- Por el Oeste: Limita con el municipio San Sebastián, con rumbo norte va al alto de Rusito en la loma de Margarito.

### Localización geográfica
La población de Camatagua se encuentra localizada en la región Central correspondiente al pie de monte y altiplanicie del Sur, entre las coordenadas U.I.M.N. 1081000 y N-1085000 de latitud Norte y E- 7285000 y 73100 de longitud Oeste, a la orilla occidental del río Guárico.

### Superficie
El municipio Camatagua tiene una superficie de 569,32 Kilómetros Cuadrados (km²).

### Relieve
Se caracteriza por ser ondulado plano donde las pendientes oscilan entre 0 a 10 % a excepción de pequeñas colinas localizadas hacia el norte de Camatagua (presentan mayor altura y pendientes de hasta 30 %), hacia el Sur Este. Y una topografía ondulada con unas pendientes promedio de 8 %, Camatagua se localiza a una altura de 245,6 m s. n. m.

## Población
El municipio Camatagua tiene una población aproximada de 24.754 habitantes.

## Vegetación
La vegetación predominante es de baja densidad y está constituida por bosques livianos, con especies de sabanas, matorrales y arboledas. Cerca del centro poblado existen especies tales como: Caoba, Samán, Cedro, Apamate, Roble, Jabillo, Araguaney, etc...

## Geología
El pueblo de Camatagua se caracteriza por la presencia de un sustrato sedimentario fundamentalmente de edad terciaria (Oligoceno Mioceno) producto de la erosión y arrastre de sedimentos provenientes de las serranías del interior y se encuentra conformado por una litología asociada, sin resistencia a la erosión lo que restringe, en cierta medida el soporte de la infraestructura.

## Hidrografía y drenaje
Embalse de Camatagua.
Camatagua se encuentra drenada por el río Guárico, representado en sus nacientes, lo que disminuye el riesgo de inundaciones, por otra parte sus afluentes, las quebradas Camatagua, ojo de agua y Calanche. Presenta un régimen intermitente de lluviosidad y la baja pendiente del sector permite que durante los periodos de mayor precipitación se produzcan inundaciones de mediana duración y ocasionales. En época de lluvias se observan numerosas quebradas hacia el Sur y el Este del pueblo, como también del Norte y Noreste no se presentan problemas de drenaje. En la quebrada de Calache descargan las aguas negras del centro poblado.

## Clima
El clima que manifiesta el pueblo, es de bosque seco tropical (BS-t) en donde los valores de temperatura fluctúan entre 24 y 37 °C, con temperaturas medias anual de 32,9 °C y con una media anual de 21,9 °C. Camatagua se encuentra ubicada en el llano, presentando una sequía notable, las precipitaciones varían entre los 1000 y los 1500 mm, estando la precipitación media anual en el orden de los 1023 mm.

## Sanidad
La comunidad cuenta con tres Ambulatorios rurales, uno en Carutico otro en la Parroquia de Carmen de Cura y el de Camatagua donde gustasamente se encuentran un pool de enfermeras emcabezadas por la magíster Gladys Ibarra la cual tiene más de 30 años laborando en esta institución.
También hay un hospital con el nombre de "Hospital del Sur de Aragua", además se cuenta con consultorios privados y la Misión Barrio Adentro, que tiene consultorios por los diversos sectores de municipio, resaltando también el consultorio de Oftalmología y Odontología a disponibilidad de la comunidad. También se encuentran dos módulos de consultas uno en Altamira y otro en Cotopriz, como también hay al servicio de la comunidad el Centro de Diagnóstico Integral (CDI) que presta los siguientes servicios: Rayos X, Laboratorio, Oftalmología, Electrocardiograma, Endoscopia, Ecosonograma.
Cabe destacar la labor del Doctor Francisco Antonio Tabares Olmedo, quien vino a ofrecer sus servicios en el año 1978. Al mismo tiempo, se menciona el nombre del primer Bioanalista que hizo vida en el pueblo desde el año 1980, el señor Silvino Alexis Castro, que trabajaba junto con el Doctor Tabares.

## Toponimia
Según la acepción más generalizada, con esa voz Caribe de Camatagua se designaba a la flor de parcha.  Así la denominaban los indígenas,  según se afirma.  Dada la forma de la flor, los misioneros vieron en ella los símbolos de la pasión de Cristo,  y por eso la llamaron pasionaria. De ahí vino el nombre técnico de passiflora para designar las plantas de este género; o quizás los indígenas llamarían así el lugar, porque la circundante topografía de galeras y cerros que allá lejos rodean, le recordaría la forma de flor de parchita, pero también podría ser etimología del nombre por encontrarse las aves llamadas Camatas por los indios; una especie de gallineta silvestre de carne delicada y muy apreciada, que debía abundar en las tupidas arboledas y espesura de los montes cercanos a Camatagua. Reunidos los indígenas que vagaban por los alrededores del río Guárico y el Cura. El padre Ubrique en su carácter de prefecto de dichas misiones Capuchinas, informa al obispo Diego Antonio Diez Madroñero, que “fue una de las misiones antiguas fundada por nuestros misioneros".

## Economía
La economía de Camatagua es básicamente agrícola, anteriormente se basaba por la producción de caña de azúcar,en la actualidad se produce maíz, tabaco y hortalizas, aunque también hay un importante desarrollo del sector ganadero y la pesca del pavon. Entre los principales atractivos turísticos de Camatagua se encuentran la Iglesia de Camatagua, Casa de la Cultura Narciso Martínez Arteaga, Ruinas de San Francisco de Caras, Iglesia Monumental de Carmen de Cura y el embalse de Camatagua. En la población de Camatagua se encuentran dos estaciones terrenas de la C.A.N.T.V., la principal empresa telefónica del país, en las que se procesan todas las llamadas telefónicas internacionales y las transmisiones provenientes de algunos satélites.

## Cultura
Haciendo referencia a las tradiciones y costumbres, el 8 de diciembre de cada año se le rinde homenaje a la [Virgen Inmaculada Concepción], por ser patrona del municipio Camatagua, también se celebran los Carnavales Turísticos donde se elige una reina y se realizan desfiles y carrozas. Además de estos eventos se realizan actos religiosos en [Semana Santa], procesiones de las diferentes etapas del [Vía Crucis] del señor Jesús y se le rinde especial honor al Nazareno; también se celebra restividades en Honor a la Virgen de Fátima, Virgen de la Candelaria, Virgen de Lourdes, Virgen del Carmen (en la Parroquia Carmen de Cura), Santa Bárbara y San Juan Bautista (en la Represa Ernesto León David).
Durante el período de Semana Santa y carnavales, el municipio es visitado por turistas de distintas partes del país que vienen a disfrutar de las diferentes actividades vacacionales. Los lugares frecuentados son: la Represa "Ernesto León David" y su balneario, allí se practica el torneo de pesca nacional "Bass Pro Shops" en el mes de septiembre, siendo una pesca Deportiva el cual luego de pescar los ejemplares son devueltos a la Represa y gana el de mayor peso, también es practicado el Canotaje, pesca controlada entre otros. Otros lugares a mencionar es el Balneario la Batea, sector Pinto Salinas y Puente de Carmen de Cura, allí se realizan eventos como voleibol, competencia de baile, competencia de saco entre otros para el disfrute y participación de los allí presentes.

## Carnavales Turísticos
Los Carnavales de Camatagua se inician en febrero de 1981, por iniciativa de un grupo de personas, entre ellos Manuel Rodríguez “La Machaca” (+), Arminda Rodríguez y Rosa Amelia Rodríguez, Narciso Martínez, “El nene”, Edgar García, Mery de García, Mirna Carballo, Oswaldo Díaz, Gregorio Castro, Isidro Castro, Belkis Liendo, Gilda Liendo, Yolanda Suárez y Carlos Hernández. Se elaboran las primeras comparsas y carrozas. Una fue un payaso en un wolvagen, con su respectiva comparsa, realizada en el Centro del pueblo y la otra un dinosaurio realizado en el Sector “El Molino” con la creatividad de Edgar García y su comparsa de cavernícolas. Es importante destacar que estos carnavales se hicieron con la colaboración del pueblo, en donde este grupo salió a la calle a pedir de bolivita en bolivita sin ningún aporte institucional, no existían las premiaciones; el único fin era divertir a los habitantes y visitantes. 
Posteriormente, en el segundo año se incorporaron más personas al desarrollo de estas actividades, entre estos,  se destacaron los hermanos Marchado, con su animación musical y poco a poco la gente se fue integrando en el diseño de más carrozas, comparsa y disfraces Así, por iniciativa de la comunidad, se fue forjando este atractivo turístico en nuestro pueblo hoy reconocido a nivel regional y nacional.
Es necesario señalar que en estos carnavales existe una tradición de No jugar con agua, tradición que debería conservarse pues, se nota que existen algunos jóvenes,  que no están muy claros con los valores por los cuales deben regirse para exaltar lo bello y la alegría de los carnavales.  Debería de acatar la recomendación que hiciera el fundador de los carnavales de Camatagua:
“Los papelillos, los caramelos y las serpentinas, vinieron a sustituir la mala tradición de jugar con agua y productos desagradables además de alegrar y disfrutar” (Manuel Rodríguez (+). “La machaca” -2004)
En la actualidad el carnaval es patrocinado y organizado por de Camatagua, y en las festividades participan las instituciones educativas y las comunidades organizadas. Vamos todos unidos a mantener esta tradición cultural, que facilita la convivencia y la cooperación comunitaria. Se les invita a disfrutar de estas fiestas carnestolendas, elevando el comportamiento cívico.
Es necesario destacar que en febrero de 2007, la Alcaldía inaugura el parque ferial, donde se celebraron los XXVI carnavales turísticos.

## Personajes artesanales
Petra Salazar (Alpargatera), Petra Bandres (Alpargatera y chinchorros), Yuberli Ibarra (pintura al frío), Ana Batioja (Muñecas de Trapo), Daría de González (hace Hamacas), Carmen Ibarra (Artesana en Madera), Agustina Aular (Dulceria Criolla y Trabaja en Arcilla), María Casilda Pinto (Artesanías en Arcilla), María Hernández de Macero (Costurera Profesional) Constanzo Macero (Primer latonero y pintor del municipio).

## Actualidad
En la actualidad se puede decir, que aun cuando, Camatagua no posee grandes Empresas que contraten la población desempleada, se observa que si existen fuentes de trabajo como: los educadores, doctores, enfermeras, vigilantes, secretarias, bedeles, trabajadores sociales, comerciantes, albañiles, defensa civil, policías, comercio informal y obreros del campo.
Hay que destacar que existen en el municipio algunas Cooperativas tales como N.U.D.E. La California (Avicultura), N.U.D.E. Tamarú, los cuales están desarrollando el aspecto Agroalimentario, N.U.D.E. Camataguita (Avícola), además existen otras cooperativas dentro del municipio como: panadería, peluquería, artesanía, herrería, albañilería, carpintería, textil, turismo, servicios de transporte entre ellas motos, busetas y por puestos.